# Чемпіонат Катару з футболу 2009—2010
Чемпіонат Катару з футболу 2009—2010 - 37 сезон вищого дивізіону Катару з футболу. Чемпіоном стала «Аль-Гарафа».

## Розширення ліги
Катарська ліга зірок розширилася з початку десятиліття, перейшовши з 9 до 10 клубів, а потім останнього складу з 12 клубів для сезону 2009-10.
У футбольній структурі Катару є 2 дивізіони, і раніше до ліг щороку підіймалося та понижувалося по одному клубу, за винятком років «розширення».
15 квітня 2009 року було оголошено, що жоден клуб не буде понижений з вищого дивізіону сезону 2008-09 черезрозширення. Оголошення було зроблено, коли до кінця чемпіонату залишилася лише одна гра.
Розширення врятувало «Аль-Харатіят», який залишився в першому дивізіоні, і до нього приєднаються два клуби другого дивізіону «Аль-Ахлі» та «Аль-Шамаль», щоб збільшити число до 12.
Шейх Хамад Бін Халіфа сказав, що розширення допоможе покращити матчі ліги, яка також була скорочена до двох раундів замість переважаючої системи, коли команди грали одна з одною тричі.

### Стадіони та міста
| Клуб          | Місто         | Стадіон          |
| ------------- | ------------- | ---------------- |
| Аль-Гарафа    | Доха          | Аль-Гарафа       |
| Ас-Садд       | Доха          | Яссім бін Хамад  |
| Умм-Салаль    | Умм-Салаль    | Аль-Гарафа       |
| Катар СК      | Доха          | Сухаїм бін Хамад |
| Ер-Раян       | Ер-Раян       | Ахмед бін Алі    |
| Аль-Арабі     | Доха          | Гранд Хамад      |
| Аль-Хор       | Ель-Хаур      | Аль-Хор          |
| Ас-Сайлія     | Доха          | Гранд Хамад      |
| Аль-Вакра     | Ель-Вакра     | Ель-Джануб       |
| Аль-Хурайтіят | Аль-Харайтіят | Ахмед бін Алі    |
| Аль-Шамаль    | Еш-Шамаль     | Аль-Шамаль       |
| Аль-Аглі      | Доха          | Хамад бін Халіфа |

## Тренерські зміни
| Команда    | Тренер, що пішов | Причина             | Замінений     | Дата заміни   |
| ---------- | ---------------- | ------------------- | ------------- | ------------- |
| Аль-Гарафа | Маркос Пакета    | Закінчився контракт | Кайо Жуніор   | Липень 2009   |
| Аль-Аглі   | Карлуш Мануел    | Закінчився контракт | Ріхардо       | Липень 2009   |
| Ер-Раян    | Пауло Аутуорі    | Закінчився контракт | Маркос Пакета | Липень 2009   |
| Аль-Аглі   | Ріхардо          | Закінчився контракт | Кеса          | Листопад 2009 |
| Ер-Раян    | Маркос Пакета    | Звільнений          | Пауло Аутуорі | Листопад 2009 |
| Аль-Шамаль | Робертіньо       | Звільнений          | Алайн Майкл   | Листопад 2009 |
| Умм-Салаль | Жерар Жилі       | Звільнений          | Генк тен Кате | Березень 2010 |

## Таблиця
| Поз | Команда        | І  | В  | Н | П  | ГЗ | ГП | РГ  | О  | Кваліфікація або пониження                                                          |
| --- | -------------- | -- | -- | - | -- | -- | -- | --- | -- | ----------------------------------------------------------------------------------- |
| 1   | Аль-Гарафа     | 22 | 16 | 5 | 1  | 55 | 16 | +39 | 53 | Ліга чемпіонів АФК 2011 груповий етап та Кубок наслідного принца Катару 2010        |
| 2   | Ас-Садд        | 22 | 15 | 5 | 2  | 55 | 22 | +33 | 50 | Ліга чемпіонів АФК 2011 кваліфікація та Кубок наслідного принца Катару 2010         |
| 3   | Аль-Арабі      | 22 | 12 | 4 | 6  | 52 | 30 | +22 | 40 | Кубок наслідного принца Катару 2010 та Клубний кубок чемпіонів Перської затоки 2011 |
| 4   | Катар СК       | 22 | 11 | 5 | 6  | 32 | 23 | +9  | 38 | Кубок наслідного принца Катару 2010                                                 |
| 5   | Ер-Раян        | 22 | 11 | 4 | 7  | 41 | 30 | +11 | 37 | Ліга чемпіонів АФК 2011 груповий етап                                               |
| 6   | Аль-Хурайтіят  | 22 | 8  | 5 | 9  | 23 | 36 | −13 | 29 | Клубний кубок чемпіонів Перської затоки 2011                                        |
| 7   | Умм-Салаль     | 22 | 7  | 7 | 8  | 27 | 30 | −3  | 28 |                                                                                     |
| 8   | Аль-Вакра      | 22 | 8  | 3 | 11 | 44 | 44 | 0   | 27 |                                                                                     |
| 9   | Аль-Хор        | 22 | 5  | 5 | 12 | 21 | 30 | −9  | 20 |                                                                                     |
| 10  | Аль-Аглі       | 22 | 6  | 2 | 14 | 31 | 53 | −22 | 20 |                                                                                     |
| 11  | Ас-Сайлія      | 22 | 4  | 7 | 11 | 16 | 28 | −12 | 19 | Матч на виліт                                                                       |
| 12  | Аль-Шамаль (R) | 22 | 2  | 2 | 18 | 17 | 72 | −55 | 8  | Виліт                                                                               |

1. ↑  Кваліфікувалися, вигравши Кубок наслідного принца Катару 2010.

- Ас-Сайлія програв клубу Аль-Месаймер 2-0 наприкінці сезону у матчі на виліт

## Результати матчів
| Команда       | SAD | RAY | GHA | QSC | UMM | KHO | WAK | KHA | ARA | SAI | SHA | AHL |
| ------------- | --- | --- | --- | --- | --- | --- | --- | --- | --- | --- | --- | --- |
| Ас-Садд       |     | 4–3 | 1–1 | 3–0 | 5–0 | 2–1 | 0–0 | 1–1 | 3–3 | 2–1 | 5–1 | 3–0 |
| Ер-Раян       | 1–4 |     | 0–3 | 1–3 | 0–0 | 2–1 | 5–2 | 0–1 | 3–1 | 0–0 | 3–0 | 2–0 |
| Аль-Гарафа    | 4–1 | 4–1 |     | 0–0 | 1–0 | 4–1 | 2–3 | 2–0 | 2–1 | 1–0 | 8–1 | 4–0 |
| Катар СК      | 1–1 | 5–2 | 3–3 |     | 0–0 | 2–0 | 1–0 | 3–1 | 1–3 | 3–0 | 0–3 | 2–0 |
| Умм-Салаль    | 1–0 | 1–1 | 1–3 | 0–1 |     | 1–0 | 2–2 | 3–3 | 1–3 | 1–0 | 4–1 | 3–2 |
| Аль-Хор       | 0–2 |     | 0–1 |     | 0–1 |     | 1–0 | 2–0 | 0–0 | 1–1 | 0–1 | 1–1 |
| Аль-Вакра     | 1–3 | 0–4 | 1–4 | 0–1 | 3–2 | 4–1 |     | 1–1 | 0–1 | 1–2 | 7–0 | 5–2 |
| Аль-Хурайтіят | 0–2 | 0–1 | 0–4 | 0–2 |     | 0–1 | 4–2 |     | 0–6 | 1–1 | 2–1 | 2–1 |
| Аль-Арабі     | 0–2 | 0–5 | 1–1 | 2–3 | 2–1 | 2–1 | 3–2 | 1–2 |     | 2–2 | 6–2 | 1–2 |
| Ас-Сайлія     | 1–3 | 0–2 | 0–1 | 1–0 | 0–0 | 1–2 | 0–3 | 0–0 | 0–2 |     | 1–1 | 0–1 |
| Аль-Шамаль    | 0–2 | 0–3 | 1–2 | 0–3 | 1–1 | 1–5 | 1–2 | 0–1 | 0–7 | 0–3 |     |     |
| Аль-Аглі      | 2–6 | 1–2 | 0–0 | 1–0 | 1–4 | 3–2 | 4–5 | 2–3 | 0–4 | 1–2 | 6–2 |     |

## Найкращі бомбардири
21 гол
- Юніс Махмуд (Аль-Гарафа)
- Каборе (Аль-Арабі)

20 голів
- Леандро Монтера да Сілва (Ас-Садд)

17 голів
- Аділь Рамзі (Аль-Вакра)

15 голів
- Клемерсон де Араужо Соарес (Аль-Гарафа)
- Себастьян Сорія (Катар СК)

11 голів
- Магно Алвес (Умм-Салаль)

10 голів
- Алаа Абдул-Захра (Аль-Хурайтіят)

9 голів
- Жуліо Сезар (футболіст, 1979) (Аль-Аглі)
- Афонсо Алвес (Ер-Раян)